# День нотариата (Украина)
День нотариата (укр. День нотаріату) — официальный профессиональный праздник работников нотариата Украины.
Отмечается ежегодно 2 сентября.

## История
22 февраля 2010 года на Украине официально был установлен День нотариата, который впервые был отпразднован 2 сентября 2010 года.
Решение обратиться к главе государства с подобной просьбой Украинская нотариальная палата (в которой состоит около 5000 нотариусов) приняла ещё в конце 2007 года, но, из-за бюрократических проволочек, до президента это предложение дошло значительно позднее.
15 июня 2009 года Министерство юстиции Украины обратилось с предложением к Президенту Украины Виктору Ющенко установить новый профессиональный праздник — День нотариата Украины. В обращении, в частности, говорилось:

«...нотариус является естественным защитником прав человека, поскольку оказывает независимую и беспристрастную юридическую помощь на принципах равенства, законности и справедливости... введение Дня нотариата Украины - это признание и подтверждение авторитета и ответственности, справедливое вознаграждение за достижения и успехи, которое превратило бы обычный день в настоящий профессиональный праздник...».

22 февраля 2010 года, за три дня до окончания своих полномочий на посту президента, Ющенко подписал Указ № 211/2010 «Про День нотаріату». Своё одобрение введения подобной даты президент объяснил в своём указе так:

« Учитывая значение нотариальной деятельности в развитии правового государства, содействии гражданам, предприятиям, учреждениям и организациям в осуществлении их прав и защите законных интересов, в поддержку инициативы Министерства юстиции Украины и Украинской нотариальной палаты...»

День нотариата не является на Украине нерабочим днём, если (в зависимости от года) не попадает на выходной.